# Liste der Straßen und Plätze in Meran

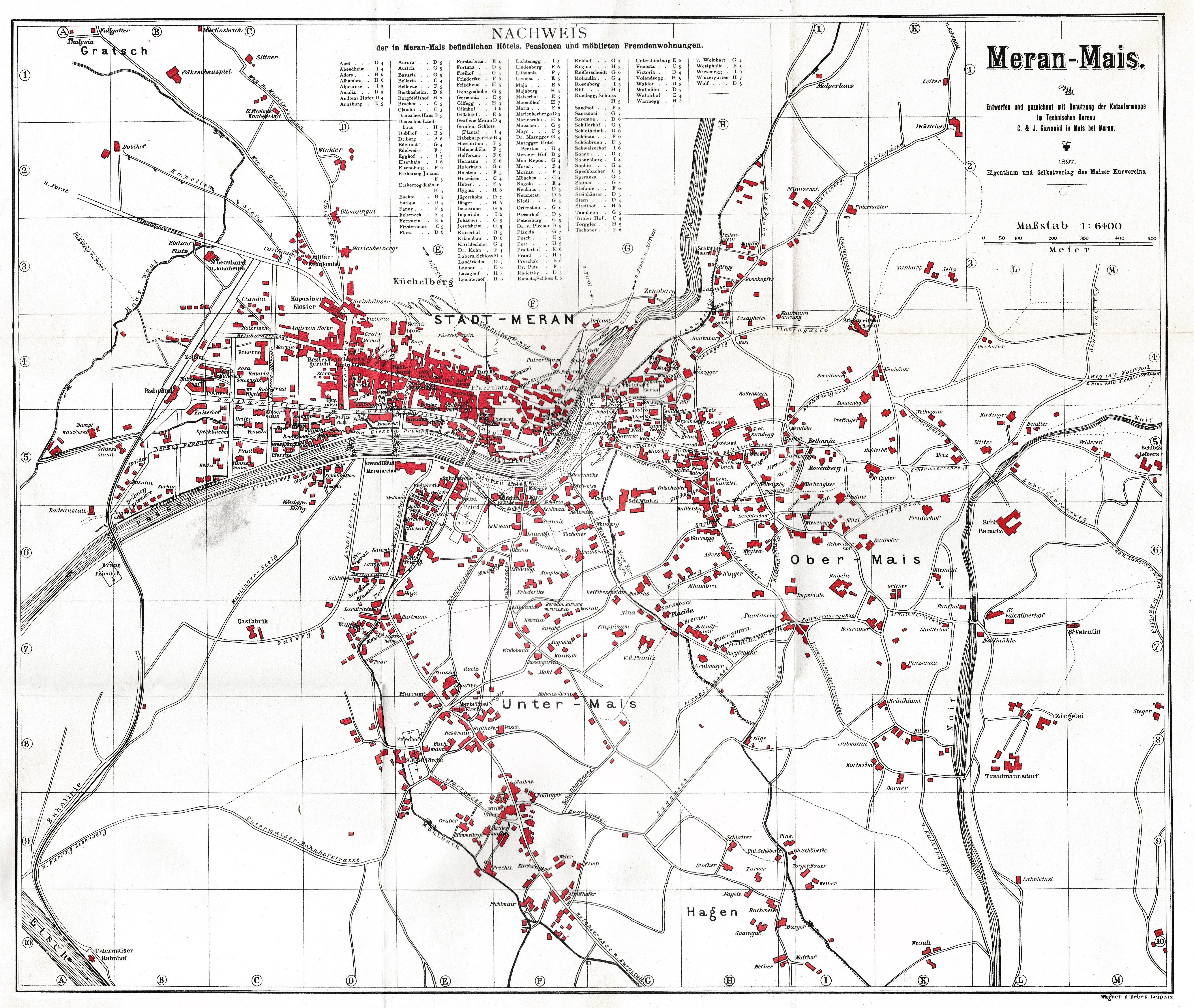
Karte von Meran 1897

Die Namen von Straßen und Plätzen haben sich in Meran, Obermais, Untermais und Gratsch ursprünglich durch allgemeinen Gebrauch – oft orientieren sie sich an Hofnamen oder anderen prominenten Gebäuden – entwickelt. Früher waren alle Namen einsprachig deutsch.
Hausnummern wurden mit dem Theresianischen Kataster 1772 eingeführt, Hausnummern den Straßen zugeordnet sind seit 1887 dokumentiert.
Nach dem Ende des Ersten Weltkriegs wurde Südtirols Teil Italiens (s. Vertrag von Saint-Germain). Ab diesem Zeitpunkt erfolgten politisch motivierte Umbenennungen der bestehenden Straßennamen.
Am 26. August 1921 veranlasste der frei gewählte Gemeindeausschuss die Neubenennung einiger Straßennamen, die an die Habsburgermonarchie erinnerten. Ab dem 12. Oktober 1922 wurden auf Druck der Faschisten alle Straßennamen zweisprachig (s. Italianisierung).
1924 wurden prominente Straßen und Plätze nach Angehörigen der italienischen Königsfamilie benannt.
1928 und 1929 wurden zahlreiche weitere identitätsstiftende Straßennamen ersetzt.
1935 wurde aus dem Kapellensteig die Via Balilla, aus der Brennerstraße die Via del Littorio, die Goethestraße wurde zum Corso Armando Diaz, der Winkelweg zur Via dei caduti fascisti.
etc.
Nach Mussolinis Entmachtung wurden die Straßennamen von 1935 zurückgenommen.
Während des Zweiten Weltkriegs kapitulierte Italien 1943, daraufhin wurde Südtirol von deutschen Truppen besetzt (s. Operationszone Alpenvorland). Die deutschen Behörden ersetzten elf Straßennamen am 20. April 1944 und setzten die alten Namen aus der Zeit vor der Faschismus wieder ein.
Seit 1945 sind alle Straßennamen zweisprachig. Die von den Faschisten eingeführten Namen blieben teilweise bis heute erhalten (s. u.).

## Liste
| Deutscher Name                        | Italienischer Name                      | Lage                            | Benennungsmotiv und Anmerkungen | Historische Namen Die Jahreszahlen beziehen sich auf die unten angegebenen Quellen. |
| 1.-Mai-Straße                         | Via Primo Maggio                        |                                 | Tag der Arbeit | |
| 4.-November-Straße                    | Via IV. Novembre                        |                                 | Waffenstillstand von Villa Giusti | 1921 Algunder Straße 1923 Via Lagundo 1928 Via 4 novembre 1929 Via Quattro Novembre |
| 30.-April-Straße                      | Via XXX. Aprile                         |                                 | letzte Kriegshandlungen in Meran 1945 | 1882 Kasernenstraße 1884 Burggrafen-Straße 1923 Via dei burggravi 1928 Via Alessandro Volta 1944 Burggrafen-Straße 1945 Via XXX Aprile – 30.-April-Straße |
| Carlo-Abarth-Straße                   | Via Carlo Abarth                        | Sinich                          | Carlo Abarth (1908–1979), Motorradrennfahrer und Konstrukteur | |
| Vittorio-Alfieri-Straße               | Via Vittorio Alfieri                    |                                 | Balilla war die Jugendorganisation der faschistischen Partei Vittorio Alfieri (1749–1803), italienischer Dichter | 1882 Kapellensteig 1923 Viottolo dei Capitelli 1935 Via Balilla 1943 Via Vittorio Alfieri 1944 Karl Wolf-Straße 1945 Via Vittorio Alfieri – Vittorio-Alfieri-Straße |
| Alpinistraße                          | Via Alpini                              |                                 | Hans von Vintler war ein spätmittelalterlicher Südtiroler Adeliger und Dichter. Alpini sind die italienischen Gebirgsjäger. | 1900 Zollamtstraße 1900 St. Leonhardgasse zwischen Goethestraße und Meinhardstraße: 1921 Vintlerstraße 1923 Via Vintler 1929 Via Vintler 1935 Via Alpini 1944 Hans-von-Vintler-Straße 1945 Via degli Alpini – Alpinistraße |
| Alter Schlachthofweg                  | Via Macello Vecchio                     |                                 | | |
| Am Berg                               | Via Piedimonte                          | Sinich                          | | |
| Angerweg                              | Via Frutteti                            |                                 | | |
| Apothekergasse                        | Vicolo Farmacia                         |                                 | | |
| Bäckergasse                           | Via Fornaio                             |                                 | | |
| Bahnhofplatz                          | Piazza Stazione                         |                                 | Bahnhof Meran | 1935 Piazza della Stazione 1945 Piazza Stazione |
| Cesare-Battisti-Straße                | Via Cesare Battisti                     |                                 | Cesare Battisti (1875–1916), italienischer Irredentist | |
| Bauhofstraße                          | Via Cantiere                            |                                 | | 1929 Via al Cantiere |
| Vincenzo-Bellini-Straße               | Via Vincenzo Bellini                    |                                 | Vincenzo Bellini (1801–1835), italienischer Komponist | |
| Tobias-Brenner-Straße                 | Via Tobias Brenner                      |                                 | Tobias Brenner (1842–1912), war ein österreichischer Baumeister. Er hat 45 Häuser in Meran erbaut. | 1921 Brennerstraße 1929 Via Brenner 1935 Via del Littorio 1943 Via Giovanni Pascoli 1944 Brennerstraße |
| Albertina-Brogliati-Straße            | Via Albertina Brogliati                 |                                 | Albertina Brogliati (1924–1985), aus Belluno stammende Gegnerin des italienischen Faschismus und Insassin des NS-Lagers in Meran | 2008 Via Albertina Brogliati – Albertina-Brogliati-Straße |
| Brunnenplatz                          | Piazza Fontana                          | Obermais                        | s. Karl Ludwig von Österreich s. Haus Savoyen | 1882 Brunnenplatz 1900 Erzherzog Karl Ludwig-Platz 1921 Brunnenplatz 23.5.1928 Piazza Savoia 1935 Piazza Schiller 1944 Brunnenplatz 1945 Piazza Fontana |
| Burggräflerstraße                     | Via del Burgraviato                     |                                 | s. Burggrafenamt | |
| Luigi-Cadorna-Straße                  | Via Luigi Cadorna                       |                                 | Luigi Cadorna (1850–1928), Chef des italienischen Generalstabs im Ersten Weltkrieg | |
| Giosuè-Carducci-Straße                | Via Giosuè Carducci                     |                                 | Rudolf IV. (Österreich) (1339–1365), Graf von Tirol Ab dem 28. Oktober 1923 wurde dieser Tag zum Staatsfeiertag, s. Marsch auf Rom Giosuè Carducci (1835–1907), italienischer Dichter                                                                            | 1882 Schießstandgasse 1884 Herzog Rudolfstraße 1923 Via Duca Rudolfo 1928 Via 28 ottobre 1929 Via Ventiotto Ottobre 1943 Via Giosuè Carducci 1944 Herzog-Rudolf-Straße 1945 Via Giosuè Carducci – Giosuè-Carducci-Straße |
| C.-Cavour-Straße                      | Via Cavour                              |                                 | Straße führt nach Obermais. Carl Theodor in Bayern (1839–1909) praktizierte als Augenarzt regelmäßig in Meran. Camillo Benso von Cavour (1810–1861), erster Ministerpräsident des Königreichs Italien                                                            | 1882 Obermaiser Fahrweg zwischen Spitalbrücke und Winkelweg: 1889 Herzog-Karl-Theodor-Straße zwischen Winkelweg und Brunnenplatz: 1889 Obermaiser Fahrweg 1912 Dr. Theodor Christomannos-Straße gesamte Länge: 1929 Via C. Cavour 1944 Karl-Theodor-Straße 1945 Via Cavour – C.-Cavour-Straße                                                                                                  |
| Damiano-Chiesa-Straße                 | Via Damiano Chiesa                      |                                 | Damiano Chiesa (1894–1916), Irredentist | |
| Theodor-Christomannos-Straße          | Via Theodor Christomannos               |                                 | Theodor Christomannos (1854–1911), Fremdenverkehrspionier in Südtirol | 1884 St. Valentiner Weg 1884 Tschengelsergasse 1929 Via Christomannos 1929 Via Gilm 1929 Via L. Cadorna |
| Filippo-Corridoni-Straße              | Via Filippo Corridoni                   |                                 | Filippo Corridoni (1887–1915), italienischer Gewerkschafter | |
| Leonardo-da-Vinci-Straße              | Via Leonardo da Vinci                   |                                 | am südlichen Ende befand sich die Poststation nach Bozen Leonardo da Vinci (1452–1519), der Universalgelehrte | 1882 Postgasse 1923 Via della posta 23.5.1928 Via Leonardo da Vinci 1929 Via Leonardo da Vinci 1935 Via Leonardo da Vinci 1944 Postgasse 1945 Via Leonardo da Vinci – Leonardo-da-Vinci-Straße |
| Dante-Alighieri-Straße                | Via Dante Alighieri                     |                                 | Dante Alighieri (1265–1721), italienischer Dichter | nördlich der St.-Valentin-Straße: 1882 Lange Gasse südlich der St.-Valentin-Straße: 1882 Trauttmannsdorfer Privatweg gesamte Länge: Via Lunga (einschließlich der heutigen Vergil-Straße) 1926 Via Dante 1929 Via Dante Alighieri 1939 erhielt die heutige Via Virgilio ihren Namen. 1944 Lange Gasse (Innere) 1945 Via Dante – Dante-Straße                                                   |
| Claudia-de-Medici-Straße              | Via Claudia de Medici                   |                                 | Claudia de Medici (1604–1648), Erzherzogin von Österreich und Landesfürstin von Tirol | |
| Franz-Defregger-Straße                | Via Franz Defregger                     |                                 | Franz Defregger (1835–1921), Historienmaler | |
| Gaetano-Donizetti-Straße              | Via Gaetano Donizetti                   |                                 | Gaetano Donizetti (1797–1848), italienischer Komponist | |
| Enge Gasse                            | Vicolo stretto                          |                                 | | |
| Etschmanngasse                        | Via Adige                               |                                 | | östlich der Romstraße: 1882 Etschmanngasse 1929 Via Etschmann 1935 Via Adige westlich der Romstraße 1912 Greutenstrasse 1929 Via Ronchi 1935 Via Adige |
| Europa-Allee                          | Viale Europa                            |                                 | | 1884 Habsburger Straße 26.8.1921 Goethestraße 1929 Via Goethe |
| Feldweg                               | Via dei Campi                           |                                 | | |
| Enrico-Fermi-Straße                   | Via Enrico Fermi                        | Sinich                          | Enrico Fermi (1901–1954), italienischer Physiker und Nobelpreisträger | |
| Fabio-Filzi-Straße                    | Via Fabio Filzi                         |                                 | Fabio Filzi (1884–1916) Irredentist | |
| Finkweg                               | Via Fink                                |                                 | | 1884 Bruggertorgglsteig |
| Fluggigasse                           | Via Fluggi                              |                                 | Johann Flugi (1550–1627), Bischof von Chur. Meran gehörte bis zum 19. Jahrhundert zum Bistum Chur. | 1884 Kuglweg 1900 Flugigasse 1929 Via Fluggi |
| Ugo-Foscolo-Straße                    | Via Ugo Foscolo                         |                                 | Ugo Foscolo (1778–1827), italienischer Dichter | |
| Frächtergasse                         | Vicolo Spedizionieri                    |                                 | | |
| Fragsburgerstraße                     | Via Castel Verruca                      |                                 | s. Fragsburg | 1939 Via Monte Franco |
| Anne-Frank-Straße                     | Via Anne Frank                          |                                 | Anne Frank (1829–1945), jüdisches Opfer des Nationalsozialismus | |
| Freiheitsstraße                       | Corso della Libertà                     |                                 | Am westlichen Ende der Straße befand sich der erste Bahnhof Merans. Tirol war vom 14. Jh. bis 1918 Teil der Habsburgermonarchie. Principe Umberto, italienischer Thronfolger                                                                                     | 1882 Bahnhofstraße 1884 Habsburgerstraße 1921 Goethestraße westlich vom Theaterplatz: 1923 Corso Goethe 1924 Corso Goethe 1935 Corso Armando Diaz östlich vom Theaterplatz: 1924 Corso Principe Umberto 1929 Corso Principe Umberto gesamte Länge: 1944 Vogelweider-Straße 1945 Corso della Libertà – Freiheitsstraße                                                                          |
| Friedhofstraße                        | Via del Cimitero                        |                                 | | Nome non ufficiale |
| Orazio-Gaigher-Straße                 | Via Orazio Gaigher                      |                                 | Orazio Gaigher (1870–1938), italienischer Maler | |
| Galileo-Galilei-Straße                | Via Galileo Galilei                     |                                 | s. Friedrich Ludwig Jahn s. Galileo Galilei (1564–1641) s. Landesfürstliche Burg | 1912 Jahn-Straße 1923 Via Jahn 1928 Via Galileo Galilei 1929 Via Galileo Galilei 1935 Via Galileo Galilei südlicher Abschnitt, von der damaligen Sparkassenstraße bis zum Tappeinerweg: 1913 Tappeinerstaße gesamte Länge: 1944 Jahnstraße 1945 Via Galileo Galilei – Galileo-Galilei-Straße                                                                                                   |
| Gampenstraße                          | Via delle Palade                        |                                 | Straße, die zum Gampenpass führt | 1900 Gampenstraße 23.5.1928 Viale S. Michele del Carso 1945 Via delle Palade |
| Giuseppe-Garibaldi-Straße             | Via Giuseppe Garibaldi                  |                                 | Giuseppe Garibaldi (1807–1882), einer der populärsten Protagonisten des Risorgimento | 1900 Meranerhof-Allee 1925 Via Signoria di Merano 1929 Viale Signoria di Merano 1935 Via Annibale Foscari 1943 Via Giuseppe Garibaldi 1944 Meranerhof-Allee 1945 Via Giuseppe Garibaldi – Giuseppe-Garibaldi-Straße |
| Gartenweg                             | Via Giardini                            |                                 | | 1884 Gartengasse 1923 Via ai giardini 1929 Ai Giardini |
| Gilfpromenade                         | Passeggiata Gilf                        |                                 | Namen stammt von der Gilfklamm, der Passer-Schlucht zwischen dem Zenoberg und Obermais. 1879/80 vom kaiserlichen Rat Hans Prünster angelegt. | 1884 Gilfweg 1935 Passeggiata Lungo Passirio |
| Hermann-von-Gilm-Weg                  | Via Hermann von Gilm                    |                                 | Hermann von Gilm zu Rosenegg (1812–1864), Jurist und Dichter | 1900 Gilmstraße |
| Wolfgang-Goethe-Straße                | Via Wolfgang Goethe                     | 46° 40′ 32″ N, 11° 9′ 13,6″ O   | Straße führte zum Vinschgau Franz von Assisi, Ordensgründer Die Via Claudia Augusta führte vermutlich durch Meran. Forst ist ein Ortsteil von Algund Johann Wolfgang von Goethe (1749–1832)                                                                      | 1894 Vinschgauer Chaussee 1921 Landstraße 1923 Allo stradone 1929 Via San Francesco d'Assisi 1935 Via Claudia Augusta 1944 Forster Straße 1945 Viale Wolfgang Goethe |
| Karl-Grabmayr-Straße                  | Via Karl Grabmayr                       |                                 | Karl Grabmayr (1884–1923), österreichischer Jurist | 1900 Erzherzog Ottostrasse 1921 Valeriestraße 1929 Via Grabmayr 1935 Via Santa Caterina 1945 Via S. Caterina |
| Hagengasse                            | Via Hagen                               |                                 | | 1882 Hagengasse 1929 Via Hagen |
| Valentin-Haller-Gasse                 | Via Valentin Haller                     |                                 | Josef Valentin Haller war Bürgermeister von Meran von 1826 bis 1861. | 1921 Hallergasse 1923 Vicolo Haller 1929 Vicolo Haller 1935 Passo del Giovo |
| Harmonie-Straße                       | Via Armonia                             |                                 | | 1929 Via dell'Armonia 1935 Via Armonia |
| Haslerweg                             | Via Hasler                              |                                 | | |
| Franz-Josef-Haydn-Straße              | Via Franz Josef Haydn                   |                                 | Josef Haydn (1732–1809), österreichischer Komponist | |
| Heilig-Kreuz-Gasse                    | Via Santa Croce                         |                                 | | |
| Andreas-Hofer-Straße                  | Via Andreas Hofer                       |                                 | Andreas Hofer (1767–1810), Südtiroler Freiheitskämpfer | 1912 Goldrainer Straße 1923 Via Goldrainer |
| Otto-Huber-Straße                     | Via Otto Huber                          |                                 | Ottone Huber (1901–1929), gebürtiger Meraner Kampfpilot im Zweiten Italienisch-Libyschen Krieg. | 1884 Andreas Hofer-Straße 1923 Via Andrea Hofer 1929 Via Andrea Hofer 1934 Viale Ottone Huber 1944 Andreas-Hofer-Straße 1945 Via Ottone Huber – Ottone-Huber-Straße |
| Ifingerstraße                         | Via Ivigna                              |                                 | Der Ifinger ist ein Berg in den Sarntaler Alpen. | nördlich der Schennastraße: 1882 Hohlergasse 1884 Holergasse 1900 Bruneckgasse 1912 Pröfinger-Gasse 1929 Via Holer südlich der Schennastraße: 1884 Pradergasse 1929 Via Prader gesamte Länge: 1935 Via Ivigna 1944 Ifinger-Straße 1945 Via Ivigna – Ifinger Straße |
| Franz-Innerhofer-Straße               | Via Franz Innerhofer                    |                                 | Franz Innerhofer (1847–1918), Gründer des Meraner Stadtmuseums | |
| Milena-Jesenská-und-Franz-Kafka-Platz | Piazzetta Milena Jesenská e Franz Kafka |                                 | Vor der ehemaligen Pension Ottoburg in Untermais; Namensgeber Franz Kafka, der hier 1920 mehrere Monate wohnte und mit Milena Jesenská den weltberühmten Briefwechsel unterhielt; Benennung im März 2024 anlässlich von Kafkas 100. und Jesenskàs 80. Todesjahr. | |
| Jobmanngasse                          | Via Jobmann                             |                                 | | 1882 Jobmanngasse |
| Bernhard-Johannes-Straße              | Via Bernhard Johannes                   |                                 | Bernhard Johannes (1846–1899), Fotograf in Meran | 1980 Bernhard-Johannes-Straße |
| Kallmünzgasse                         | Vicolo Kallmünz                         |                                 | Bezugnehmend auf das angrenzende Gebäude Kallmünz, Namensgeber Andrä Kalmüntzer | 1882 Sandgasse 1923 Vicolo Kallmünz |
| Kasernen-Straße                       | Via Caserme                             |                                 | | |
| Kastanienweg                          | Via Castagni                            |                                 | | 1884 Clementgasse 1929 Via Klement |
| Katzenstein-Straße                    | Via Castel Gatto                        |                                 | Nach Schloss Katzenstein | |
| Kavalleriestraße                      | Via della Cavalleria                    |                                 | | |
| Kirchsteig                            | Via Salita alla Chiesa                  | Obermais                        | Angrenzend zur Obermaiser Pfarrkirche | 1882 Obermaiser Kirchsteig 1929 Salita alla chiesa 1935 Via Ronchi |
| Kloster-Straße                        | Via Monastero                           |                                 | | Klostersteig 1923 Vicolo del Monastero 1929 Vicolo del Monastero |
| Kornplatz                             | Piazza del Grano                        |                                 | | 1884 Kornplatz 1923 Piazza del grano 1945 Piazza del Grano |
| Krallingerweg                         | Vicolo Krallinger                       |                                 | | |
| Johann Kravogl-Straße                 | Via Johann Kravogel                     |                                 | Johann Kravogl (1823–1889), Erfinder | |
| Alois-Kuperion-Straße                 | Via Alois Kuperion                      |                                 | Alois Kuperion (1891–1966), österreichischer Maler | |
| Laberserstraße                        | Via Labers                              |                                 | | 1929 Frazione Labers |
| Laubengasse                           | Via Portici                             | 46° 40′ 18,2″ N, 11° 9′ 43,6″ O | | 1884 Berglauben bzw. Wasserlauben 1923 Portici 1929 Via Portici 1945 Via Portici |
| Laurinstraße                          | Via Laurin                              | Gratsch                         | Eine Sage König Laurins hat Gratsch als Ort der Handlung. Die Laurinstraße wurde 1910 gebaut. | König-Laurin-Straße 1923 Via Laurin 1929 Via Re Laurin 1935 Via Monte Tessa 1945 Via Laurino |
| Lazagsteig                            | Via Lazago                              |                                 | | 1884 Lazagsteig 1929 Viottolo Lazag |
| Leichtergasse                         | Via Leichter                            |                                 | | westlich der Engen Gasse: 1884 Leichtergasse 1929 Via Leichter östlich der Engen Gasse: 1884 Tschengelser Straße 1929 Via Tschengelser gesamte Länge: 1945 Via Leichter – Leichtergasse |
| Leitergasse                           | Via della Costa                         |                                 | | 1929 Via Leiter |
| Josef-Leitgeb-Weg                     | Vicolo Josef Leitgeb                    |                                 | Josef Leitgeb (1897–1952), österreichischer Schriftsteller | |
| Giacomo-Leopardi-Straße               | Via Giacomo Leopardi                    |                                 | Giacomo Leopardi (1798–1837), italienischer Dichter | |
| Lorbeergasse                          | Vicolo del Lauro                        |                                 | | |
| Martin-Luther-Steg                    | Passerella Martin Lutero                |                                 | Martin Luther (1483–1546), Mönch und Initiator der Reformation | |
| Maia-Straße                           | Via Maia                                |                                 | | 1900 Majastraße 1929 Viale Maia 1935 Viale di Maia 1945 Viale Maia |
| Alessandro-Manzoni-Straße             | Via Alessandro Manzoni                  |                                 | Franz Ferdinand von Österreich-Este hielt sich öfters in Meran auf. Alessandro Manzoni (1785–1873), italienischer Schriftsteller | 1882 Greutendamm 1904 Franz Ferdinand Quai 1928 Lungo Passera A. Manzoni 1935 Via Alessandro Manzoni 1944 Greutendamm 1945 Via Manzoni |
| Maria-Trost-Straße                    | Via Santa Maria del Conforto            |                                 | | 1882 Maria-Trost-Steig 1929 Via S. Maria del Conforto |
| Markthallengasse                      | Via Magazzini                           |                                 | | |
| Marlingersteig                        | Sentiero Marlengo                       |                                 | Marling ist ein Nachbarort von Meran. | 1882 Marlinger Steig |
| Marlingerstraße                       | Via Marlengo                            |                                 | | 1910 Franz Ferdinand Kai |
| Giacomo-Matteotti-Straße              | Via Giacomo Matteotti                   |                                 | Giovanni Pascoli (1855–1912), italienischer Dichter Giacomo Matteotti (1845–1924), italienischer Politiker und Sozialistenführer, von Faschisten ermordet. | 1921 Rathausstraße 1927 Via del Municipio 1928 Via del Littorio 1943 Via G. Pascoli 1945 Via Tobias Brenner 1945 Via Giacomo Matteotti – Giacomo-Matteotti-Straße |
| Peter-Mayr-Straße                     | Via Peter Mayr                          |                                 | Peter Mayr (1767–1810), Tiroler Freiheitskämpfer | |
| Josef-Mayr-Nusser-Straße              | Via Josef Mayr Nusser                   |                                 | Josef Mayr-Nusser (1910–1945), Opfer des Nationalsozialismus | 1882 Norggengasse nördlicher Teil: 1897 Norggengasse südlicher Teil: 1897 Saggasse 1927 Via della Seghereia gesamte Länge: 1935 Via della Segheria 1944 Sag-Gasse 1945 Via della Segheria 1980 Via Josef Mayr-Nusser - Josef-Mayr-Nusser-Straße |
| Blasius-Mayrhofer-Gasse               | Vicolo Blasius Mayrhofer                |                                 | Blasius Mayrhofer (1870–1944), Bildhauer aus Ulten | |
| Giuseppe-Mazzini-Platz                | Piazza Giuseppe Mazzini                 |                                 | Giuseppe Mazzini (1805–1872), Freiheitskämpfer des Risorgimento. | 1887 Habsburger Platz 1921 Schillerplatz 1923 Piazza Schiller 1935 Piazza Savoia 1944 Schillerplatz 1945 Piazza Giuseppe Mazzini – Giuseppe-Mazzini-Platz |
| Meinhardstraße                        | Via Mainardo                            |                                 | Meinhard II. (1238–1295), Begründer Tirols | 1882 Klostergasse 1884 Meinhard-Straße 1923 Via Meinardo 1929 Via Mainardo 1935 Via Beatrice di Savoia 1944 Meinhardstraße 1945 Via Mainardo – Meinhardstraße |
| Metzgergasse                          | Vicolo dei Macellai                     |                                 | | 1884 Mezgergasse 1923 Vicolo dei macellai 1929 Vicolo dei Macellai |
| Mirabella-Straße                      | Via Mirabella                           |                                 | | |
| Mittelweg                             | Via di Mezzo                            |                                 | | |
| Peter-Mitterhofer-Straße              | Via Peter Mitterhofer                   |                                 | Peter Mitterhofer (1822–1893), Südtiroler Erfinder | |
| Montaniweg                            | Via Montani                             |                                 | | 1882 Abendheimweg 1897 Neuhäuslgasse 1912 Naif-Promenade 1923 Via Naif 1929 Via Nova 1935 Via Montani 1944 Naifweg 1945 Via Val di Nova 1951 Via Montani – Montaniweg |
| Wolfgang-Amadeus-Mozart-Straße        | Via Wolfgang Amadeus Mozart             |                                 | Wolfgang Amadeus Mozart (1756–1791), Komponist | |
| Mühlgraben                            | Via fossato molini                      |                                 | | 1923 Fossato dei mulini 1929 Fossato dei Molini |
| Naifweg                               | Via val di nova                         |                                 | Naifbach | |
| Ortensteingasse                       | Vicolo Ortenstein                       |                                 | Ortenstein | 1929 Vicolo Ortenstein |
| Magnus-Ortwein-Straße                 | Via Magnus Ortwein                      |                                 | Magnus Ortwein (1845–1919), österreichischer Komponist | |
| Giuseppe-Parini-Straße                | Via Giuseppe Parini                     |                                 | Giuseppe Parini (1729–1799), italienischer Lyriker und Satiriker | 1912 Via Rosegger 1929 Via G. Parini |
| Parkgasse                             | Via Parco                               |                                 | | |
| Passeiergasse                         | Vicolo Passiria                         |                                 | Passeier ist eine Talschaft nordöstlich von Meran. | 1884 Passeiergasse 1923 Strada della Passiria 1929 Via Passiria |
| Passerpromenade                       | Passegiata Lungo Passirio               |                                 | Die Passer ist der Stadtfluss von Meran. | östlich der Theaterbrücke: 1871 Giselapromenade 26.8.1921 Untere Kurpromenade 1924 Passeggiata Regina Elena 1929 Passeggiata Regina Elena 1944 Kurhauspromenade westlich der Theaterbrücke: 1884 Stefaniepromenade 28.8.1921 Obere Kurpromenade 1924 Passeggiata Regina Margherita 1929 Passeggiata Regina Margherita 1944 Prinz Eugenpromenade gesamte Länge: 1945 Passeggiata Lungo Passirio |
| Franz-Pendl-Straße                    | Via Franz Pendl                         |                                 | Franz Pendl (1817–1896), Meraner Bildhauer | 1923 Via Pendl 1929 Via Pendl |
| Francesco-Petrarca-Straße             | Via Francesco Petrarca                  |                                 | Francesco Petrarca (1304–1374), italienischer Dichter | 1921 Defregger-Straße 1929 Via F. Petrarca |
| Pfarrgasse                            | Via Parrocchia                          |                                 | | |
| Pfarrplatz                            | Piazza Duomo                            |                                 | | 1884 Pfarrplatz 1923 Piazza della parocchia 1929 Piazza del Duomo 1945 Piazza Duomo |
| Pflanzensteinstraße                   | Via delle Piante                        |                                 | Nach dem Ansitz Pflanzenstein | südlich der Plantastraße: 1884 Pflanzensteinergasse nördlich der Plantastraße: 1884 Sticklegasse gesamte Länge: 1929 Strada Pflanzenstein 1935 Via Sporo 1945 Via delle Piante |
| Piave-Straße                          | Via Piave                               |                                 | Piave, Fluss in Nordostitalien | 1900 Gampenstraße 23.5.1928 Via Piave 1935 Viale del Piave 1945 Via Piave |
| Pienzenauweg                          | Via Pienzenau                           |                                 | Schloss Pienzenau | 1884 Bräuhäuslgasse 1904 Pienzenauergasse 1929 Via Pienzenau 1933 Viottolo Pienzenau 1935 Via della Pineta 1945 Via della Pineta |
| Luigi-Pirandello-Straße               | Via Luigi Pirandello                    |                                 | Luigi Pirandello (1867–1936), italienischer Schriftsteller und Nobelpreisträger | |
| Plankensteinstraße                    | Via Plankenstein                        |                                 | Nach der Villa Plankenstein | 1929 Via Plankenstein 1935 Via Santa Caterina |
| Plantastraße                          | Via Planta                              |                                 | Nach der Burg Planta | 1882 Plantaweg |
| Pollingerweg                          | Via Pollinger                           |                                 | | |
| Postgranz-Straße                      | Via Postgranz                           |                                 | | |
| Priamiweg                             | Via Priami                              |                                 | | 1884 Rottensteinergasse 1909 Mösslgasse 1927 Via Mössl 1929 Via Moessl 1935 Via Priami 1944 Mößl-Gasse 1945 Via Priami – Priamiweg |
| Giacomo-Piuccini-Straße               | Via Giacomo Puccini                     |                                 | Giacomo Puccini (1858–1924), italienischer Komponist | |
| Leo-Putz-Weg                          | Via Leo Putz                            |                                 | Leo Putz (1869–1940), Meraner Maler | |
| Rätiastraße                           | Via Rezia                               |                                 | | 1900 Beda Weberstraße 1923 Via Beda Weber 1929 Via Beda Weber 1935 Via Rezia |
| Reichsstraße                          | Via Nazionale                           | Sinich                          | | |
| Reichenbachgasse                      | Via del ruscello                        |                                 | Der Ansitz Reichenbach war der Wohnsitz von Franz Tappeiner, dem Stifter des Tappeinerwegs. | |
| Rempgasse                             | Via Remp                                |                                 | | |
| Rennstallweg                          | Via Scuderie                            |                                 | | |
| Rennweg                               | Via delle Corse                         | 46° 40′ 20,4″ N, 11° 9′ 33,9″ O | | 1394 Rennweg 1923 Via delle Corse 1.7.1928 Corso Armando Diaz 1929 Corso Armando Diaz 1935 Corso Druso 1945 Via delle Corse |
| Rittensteinstraße                     | Via Renon                               |                                 | nach dem anliegenden Hof Rittensteiner | 1884 Rittensteinergasse |
| Romstraße                             | Via Roma                                |                                 | | 1884 Bozener Chaussee 1894 Reichstraße 1921 Via Nazionale 1926 Via Roma 1944 Reichsstraße 1945 Via Roma – Romstraße |
| Rosengartenstraße                     | Via Rosengarten                         |                                 | Rosengartengruppe | |
| Antonio-Rosmini-Platz                 | Largo Antonio Rosmini                   |                                 | Antonio Rosmini (1797–1855), Priester und Ordensgründer | Postgranz 1970 Largo Antonio Rosmini – Antonio–Rosmini-Platz |
| Gioachino-Rossini-Straße              | Via Gioachino Rossini                   |                                 | Gioachino Rossini (1792–1868), italienischer Komponist | 1882 Kapellensteig |
| Johann-Baptist-Rufin-Straße           | Via Johann Baptist Rufin                |                                 | Johann Baptist von Ruffini (1672–1749), Salzhändler. Dank der Stiftung des gebürtigen Meraners konnte das Benediktinergymnasium eröffnet werden. | |
| Ruprechtstraße                        | Via Ruperto                             |                                 | | 1921 Lentnergasse 1923 Via Lentner 1929 Via Lentner 1935 Via Ruperto |
| Sandplatz                             | Piazza Rena                             |                                 | | 1884 Sandplatz 1923 Piazza della rena 1929 Piazza della Rena 1936 Piazza Impero 1939 Piazza Marconi |
| Nazario-Sauro-Straße                  | Via Nazario Sauro                       |                                 | Nazario Sauro (1880–1916), Irredentist | |
| Schafferstraße                        | Via Schaffer                            |                                 | | Zwischen Romstraße und Winkelweg: 1900 Kaiser Franz Josef-Strasse 1929 Via Schaffer Zwischen Winkelweg und Dantestraße: 1900 Hoferstraße 1929 Strada Knillenberg gesamte Länge: 1935 Via Miramonti |
| Schallhofweg                          | Via Schallhof                           |                                 | | |
| Schennastraße                         | Via Scena                               |                                 | Schenna ist ein Ort bei Meran | 1884 Schönnaer Fahrweg 1929 Strada Scena 1935 Via Scena |
| Schiessstandstraße                    | Via Bersaglio                           |                                 | | Schießstandweg 1923 Via del bersaglio 1929 Via Bersaglio |
| Friedrich-Schiller-Straße             | Via Friedrich Schiller                  |                                 | Friedrich Schiller (1759–1805), Dichter | 1882 Marlinger Steig 1959 Via Friedrich Schiller – Friedrich-Schiller-Straße |
| Schlehdorfweg                         | Via Salita Silvana                      |                                 | | 1921 Schlehdorfstrasse 1923 Salita al Schlehdorf 1929 Salita al Schlehdorf |
| Schlossweg                            | Via Castelli                            |                                 | | 1929 Via Thurner |
| Schönblickstraße                      | Via Belvedere                           |                                 | | |
| Schotterwerkstraße                    | Via della Cava                          |                                 | | |
| Schwimmbadstraße                      | Via Lido                                |                                 | | 1922 Ludwig Steubgasse 1923 Via Steub 1929 Via Steub 1929 Via V. Monti 1935 Via Vincenzo Monti 1945 Via Lido |
| Seilbahngasse                         | Via Teleferica                          |                                 | | |
| Seiseneggweg                          | Vicolo Seisenegg                        |                                 | Nach dem Ansitz Seisenegg | 1923 Vicolo Seisenegg |
| Giovanni-Segantini-Straße             | Via Giovanni Segantini                  |                                 | Giovanni Segantini (1858–1899), österreichischer Maler | |
| Sinichbachstraße                      | Via Rio Sinigo                          |                                 | | |
| Sommerpromenade                       | Passeggiata d’Estate                    |                                 | | |
| Sparkassenstraße                      | Via Cassa di Rispiarmo                  |                                 | | 1882 Marktgasse 1923 Largo del Mercato 1929 Largo del Mercato 1935 Via Largo del Mercato 1944 Marktgasse 1945 Via del Mercato 1959 Via Cassa di Risparmio - Sparkassenstraße |
| Josef-Speckbacher-Straße              | Via Josef Speckbacher                   |                                 | Josef Speckbacher (1767–1820), Tiroler Freiheitskämpfer | 1900 Speckbacher-Straße 1923 Via Speckbacher 1929 Via Speckbacher 1929 Via A. La Marmora 1945 Via Speckbacher |
| Sportplatzweg                         | Via Campo Sportivo                      |                                 | | |
| St.-Georgen-Straße                    | Via San Giorgio                         |                                 | | 1884 Elisabethstraße 1937 Via Miramonti |
| St.-Florian-Straße                    | Via San Floriano                        |                                 | | |
| St.-Franziskus-Straße                 | Via San Francesco                       |                                 | Josef Anton Weißenhorn (1736–1809) hinterließ eine Stiftung von 50.000 Gulden für Meraner Schüler und Schülerinnen Franz von Assisi (1182–1226), Ordensgründer                                                                                                   | 1912 Weißenhorn-Straße 1923 Via Weissenhorn 1929 Via Weissenhorn 1935 Via S. Francesco 1944 Weißenhorn-Straße 1945 Via S. Francesco |
| St.-Josef-Straße                      | Via San Giuseppe                        |                                 | Johann Jordan war ein Meraner Chronist, er erstellte eine Häusergeschichte von Meran. | 1921 Jordanstraße 1923 Via Jordan 1929 Via Jordan 1935 Viale del cimitero |
| St.-Katharina-Straße                  | Via Santa Caterina                      |                                 | | |
| St.-Markus-Straße                     | Via San Marco                           |                                 | | |
| St.-Leonhard-Straße                   | Via San Leonardo                        |                                 | | 1929 Via San Leonardo 1935 Via San Leonardo |
| St.-Valentin-Straße                   | Via San Valentino                       |                                 | | |
| Stefflgasse                           | Vicolo Steffl                           |                                 | nach dem Stefflhof | 1894 Steffelgasse |
| Steinachgasse                         | Vicolo Steinach                         |                                 | Steinach ist der historische Stadtkern Merans | 1884 Steinachgasse 1923 Vicolo Steinach 1935 Vicolo Vecchio |
| Steinachplatz                         | Piazza Steinach                         |                                 | | 1884 Steinachplatz 1923 Piazzetta Steinach 1929 Piazzetta Steinach |
| Steinerner Steg                       | Via ponte romano                        |                                 | Der Steinerne Steg ist eine 1617 erbaute Brücke (ohne römerzeitlichen Ursprungs). | 1884 Steinerner Steg 1923 Ponte di pietra 1935 Via Ponte Romano |
| Sybillastraße                         | Via Sibilla                             |                                 | | |
| Franz-Tappeiner-Promenade             | Passeggiata Franz Tappeiner             |                                 | Franz Tappeiner (1816–1902), Meraner Arzt, Stifter des Tappeinerwegs | 1923 Via Tappeiner 1935 Passeggiata Principessa di Piemonte 1944 Tappeinerweg 1945 Passeggiata Tappeiner |
| Gen.-E.-Tellini-Straße                | Via Gen. Enrico Tellini                 |                                 | Enrico Tellini (1871–1923), italienischer General | |
| Tennisstraße                          | Via Tennis                              |                                 | | |
| Texelstraße                           | Via Monte Tessa                         |                                 | Die Texelgruppe ist eine benachbarte Gebirgsgruppe | |
| Theaterbrücke                         | Ponte Teatro                            |                                 | | 1906 Kaiserbrücke |
| Theaterplatz                          | Piazza Teatro                           |                                 | s. Stadttheater Meran | 1882 Schiessstandplatz 1884 Ruffinplatz 1923 Piazza Rufin 1924 Piazza Vittorio Emanuele III. 1929 Piazza Vittorio Emanuele III. 1944 Theaterplatz 1945 Piazza del Teatro – Theaterplatz |
| Thermenplatz                          | Piazza Terme                            |                                 | | |
| Tirolersteig                          |                                         |                                 | | Tirolersteig |
| Enrico-Toti-Straße                    | Via Enrico Toti                         |                                 | Enrico Toti (1882–1916), italienischer Kriegsheld | 1900 Ringstraße 1927 Via della Circonvallazione 1928 Via Enrico Toti 1944 Ringstraße 1945 Via Enrico Toti – Enrico-Toti-Straße |
| Blasius-Trogmann-Straße               | Via Blasius Trogmann                    |                                 | Blasius Trogmann (1781–1865), Südtiroler Freiheitskämpfer | |
| Max-Valier-Straße                     | Via Max Valier                          |                                 | Max Valier (1895–1930), Bozener Raketenpionier | |
| Vittorrio-Veneto-Platz                | Piazza Vittorio Veneto                  |                                 | s. Schlacht von Vittorio Veneto | |
| Verandenstraße                        | Via Verande                             |                                 | | |
| Giuseppe-Verdi-Straße                 | Via Giuseppe Verdi                      |                                 | Weg unterhalb des Küchelbergs Giuseppe Verdi (1813–1901), italienischer Komponist | 1882 Weg unterm Berg 1884 Unterm Berg 1921 Unterm Berg-Straße 1923 ai Piedimonte 1926 Via Giuseppe Verdi 1929 Via Giuseppe Verdi 1944 Untermberg-Straße 1945 Via Giuseppe Verdi – Giuseppe-Verdi-Straße |
| Vergilstraße                          | Via Virgilio                            |                                 | | 1884 Lazaggasse 1945 Via Virgilio |
| Versorgungshausplatz                  | Piazza del Ricovero                     |                                 | | |
| Viehmarktstraße                       | Via Foro Boario                         |                                 | | 1912 Marlinger-Straße |
| Vinschgauerstraße                     | Via Venosta                             |                                 | Der Vinschgau ist eine benachbarte Talschaft. | 1921 Karl Abartstraße 1923 Via Abart 1929 Via Carlo Abart 1935 Via Venosta |
| Walther-von-der-Vogelweide-Straße     | Via Walther von der Vogelweide          |                                 | Walther von der Vogelweide (ca. 1170–1230), Lyriker (Minnesänger) | |
| Oswald-von-Wolkenstein-Straße         | Via Oswald von Wolkenstein              |                                 | Oswald von Wolkenstein (um 1377–1445), Dichter und Politiker | |
| Waalweg                               | Vicolo della Roggia                     |                                 | | |
| Richard-Wagner-Straße                 | Via Richard Wagner                      |                                 | Richard Wagner (1813–1883), deutscher Komponist | |
| Alois-Walser-Straße                   | Via Alois Walser                        |                                 | Alois Walser (1858–1926), Meraner Gasthausbesitzer, Gemeindevertreter, Mitbegründer des Meraner Reitklubs | Rosengartenstrasse 1929 Via Walser 1935 Strada di Lagundo |
| Beda-Weber-Straße                     | Via Beda Weber                          |                                 | Beda Weber (1798–1858), österreichischer Abgeordneter und Publizist | 1884 Waldnergasse 1929 Via Boccaccio |
| Weingartenstraße                      | Via Vigneti                             |                                 | | |
| Josef-Weingartner-Weg                 | Vicolo Josef Weingartner                |                                 | Josef Weingartner (1885–1957), Kunsthistoriker | |
| Wiesenweg                             | Via Prati                               |                                 | | |
| Winkelweg                             | Via Winkel                              |                                 | Benannt nach dem Ansitz Winkel. Der Winkelweg markierte die Grenze zwischen den bis 1923 von Meran unabhängigen Gemeinden Obermais und Untermais. | 1882 Winkelweg 1935 Via dei Caduti Fascisti 1943 Via Risorgimento 1944 Winkelweg 1945 Via Winkel |
| Winterpromenade                       | Passeggiata d’Inverno                   |                                 | | 1884 Winterpromenade |
| Karl-Wolf-Straße                      | Via Karl Wolf                           |                                 | Karl Wolf (1848–1912), Meraner Volksschriftsteller und Theaterleiter. Die Straße wurde schon zu Lebzeiten Karl Wolfs so benannt. | 1882 Gratscher Fahrweg 1911 Karl-Wolf-Straße 1923 Via Wolf 1929 Via Carlo Wolf 1935 Viale Goethe 1944 Goethe-Straße 1945 Via Karl Wolf - Karl-Wolf-Straße |
| Riccardo-Zandonai-Straße              | Via Riccardo Zandonai                   |                                 | Riccardo Zandonai (1883–1944), Komponist | |
| Zenobergsteig                         | Via Monte San Zeno                      |                                 | Weg zur Zenoburg | 1884 Passeierweg 1921 Kaiserstraße Zenobergstraße 1923 Strada Monte S. Zeno 1929 Strada Monte S. Zeno |
| Pius-Zingerle-Straße                  | Via Pius Zingerle                       |                                 | Pius Zingerle (1801–1881), Meraner Orientalist | 1921 Pius Zingerlestraße 1935 Via Case Nuove |
| Luis-Zuegg-Straße                     | Via Luis Zuegg                          |                                 | Luis Zuegg (1876–1955), Tiroler Seilbahnpioner | |